# Vasco Palmeirim
Vasco Maria Palmeirim Peres Gomes (29 de Agosto de 1979) é um locutor de rádio e apresentador de televisão português.

## Biografia
Estudou Comunicação Social na Faculdade de Ciências Humanas da Universidade Católica Portuguesa.
Fez parte da equipa do Canal Q, canal por cabo das Produções Fictícias, onde apresentou, entre 2011 e 2014, A Costeleta de Adão , com Ana Markl. Também foi apresentador do programa da RTP 1, Feitos ao Bife, substituindo Catarina Furtado.
Vasco Palmeirim é conhecido por fazer as Manhãs da Comercial na Rádio Comercial com Pedro Ribeiro, Nuno Markl - com o qual fez também o PRIMO (Programa Realmente Incrível Mas Obtuso), na mesma rádio - Vera Fernandes e Elsa Teixeira.
Apresentou o programa Sabe ou Não Sabe, na RTP1.
Entre 2014 e 2023, apresentou o talent show The Voice Portugal, com Catarina Furtado, na RTP1.
Desde 2019, é um dos apresentadores do Festival RTP da Canção.
Desde 2022, apresenta com Nuno Markl o game-show Taskmaster na RTP1.
Entre 2024 e 2025, apresentou, na RTP1, o game show de sábado à noite The Floor. 
Também faz dobragens e escreve letras de músicas para a Rádio Comercial.

### Televisão
| Canal   | Ano                           | Programa                                | Notas                                                |
| ------- | ----------------------------- | --------------------------------------- | ---------------------------------------------------- |
| Canal Q | 2010                          | A Rede                                  | Apresentador                                         |
| Canal Q | 2011 - 2014                   | Costeleta de Adão                       | Apresentador                                         |
| RTP1    | 2013                          | Feitos ao Bife 1                        | Jurado                                               |
| RTP1    | 2013                          | Feitos ao Bife 2                        | Apresentador                                         |
| RTP1    | 2013 - 2016                   | Sabe ou Não Sabe                        | Apresentador                                         |
| RTP1    | 2014                          | The Voice Portugal 2                    | Apresentador, com Catarina Furtado                   |
| RTP1    | 2014                          | The Voice Kids Portugal 1               | Apresentador, com Mariana Monteiro                   |
| RTP1    | 2015                          | Bem-Vindos a Beirais                    | Participação Especial                                |
| RTP1    | 2015 - 2016                   | The Voice Portugal 3                    | Apresentador, com Catarina Furtado                   |
| RTP1    | 2016                          | The Voice Portugal 4                    | Apresentador, com Catarina Furtado                   |
| RTP1    | 2017                          | The Voice Portugal 5                    | Apresentador, com Catarina Furtado                   |
| RTP1    | 2018 - 2022 / 2023 - presente | Joker                                   | Apresentador                                         |
| RTP1    | 2018                          | The Voice Portugal 6                    | Apresentador, com Catarina Furtado                   |
| RTP1    | 2019                          | Final do Festival RTP da Canção 2019    | Apresentador, com Filomena Cautela                   |
| RTP1    | 2019                          | I Love Portugal 1                       | Apresentador, com Filomena Cautela                   |
| RTP1    | 2019 - 2020                   | The Voice Portugal 7                    | Apresentador, com Catarina Furtado                   |
| RTP1    | 2020                          | Final do Festival RTP da Canção 2020    | Apresentador, com Filomena Cautela                   |
| RTP1    | 2020                          | Alta Fidelidade                         | Apresentador                                         |
| RTP1    | 2020                          | I Love Portugal 2                       | Apresentador, com Filomena Cautela                   |
| RTP1    | 2020 - 2021                   | The Voice Portugal 8                    | Apresentador, com Catarina Furtado                   |
| RTP1    | 2020 - 2022                   | Natal dos Hospitais                     | Coapresentador                                       |
| RTP1    | 2021                          | Final do Festival RTP da Canção 2021    | Apresentador, com Filomena Cautela                   |
| RTP1    | 2021                          | I Love Portugal 3                       |                                                      |
| RTP1    | 2021 - 2022                   | The Voice Portugal 9                    | Apresentador, com Catarina Furtado                   |
| RTP1    | 2022                          | Final do Festival RTP da Canção 2022    | Apresentador, com Filomena Cautela                   |
| RTP1    | 2022 - presente               | Taskmaster                              | Apresentador, com Nuno Markl                         |
| RTP1    | 2022                          | The Voice Gerações                      | Apresentador, com Catarina Furtado                   |
| RTP1    | 2022 - 2023                   | Porquinho Mealheiro                     | Apresentador                                         |
| RTP1    | 2022 - 2023                   | The Voice Portugal 10                   | Apresentador, com Catarina Furtado                   |
| RTP1    | 2023                          | Final do Festival RTP da Canção 2023    | Apresentador, com Filomena Cautela                   |
| RTP1    | 2023                          | The Voice Gerações                      | Apresentador, com Catarina Furtado                   |
| RTP1    | 2023                          | Pôr do Sol - Episódio Especial Bloopers | Apresentador                                         |
| RTP1    | 2023                          | The Voice Portugal Especial Fim de Ano  | Apresentador, com Catarina Furtado                   |
| RTP1    | 2024                          | Final do Festival RTP da Canção 2024    | Apresentador, com Filomena Cautela                   |
| RTP1    | 2024/2025                     | The Floor                               | Apresentador                                         |
| RTP1    | 2024                          | Gala Quinas de Ouro 2024                | Apresentador, com Cândido Costa e Maria Inês Pedroso |
| RTP1    | 2025                          | Final do Festival RTP da Canção 2025    | Apresentador, com Filomena Cautela                   |

## Prémios
Troféus de Televisão TV 7 Dias/Impala
| Ano  | Prémio                               | Resultado |
| ---- | ------------------------------------ | --------- |
| 2018 | Entretenimento - Melhor Apresentador | Indicado  |
| 2019 | Entretenimento - Melhor Apresentador | Indicado  |
| 2020 | Entretenimento - Melhor Apresentador | Indicado  |
| 2021 | Entretenimento - Melhor Apresentador | Venceu    |

Prémios Cinco Estrelas
| Ano  | Premiação             | Categoria | Resultado |
| ---- | --------------------- | --------- | --------- |
| 2022 | Prémio Cinco Estrelas | Rádio     | Venceu    |
| 2025 | Prémio Cinco Estrelas | Rádio     | Venceu    |

## Vida pessoal
Vasco Palmeirim é filho de Manuel Luís Peres da Silva Newton Gomes (Quelimane, 15 de Agosto de 1939), músico, diretor de orquestra e de sua mulher Maria José Pacheco Palmeirim (Lisboa, São Sebastião da Pedreira, 24 de Março de 1948), mestre de Bailado da Companhia Nacional de Bailado.
Vasco casou-se com Bárbara Magalhães (Lisboa, 28 de Janeiro de 1981) a 29 de Setembro de 2018, de quem tem dois filhos, Tomás, nascido em Dezembro de 2015, e Matias, nascido em Maio de 2020.